# Charlotte Stoiber
Charlotte Stoiber (* 6. März 1996 in Wien in Österreich) ist eine deutsche Schauspielerin. Ihre bekannteste Rolle ist die der Hilde Goebbels im Kriegsfilm Der Untergang aus dem Jahr 2004.

## Schauspielkarriere
Stoiber begann ihre Karriere als Schauspielerin im Jahr 2004. Im Kriegsfilm Der Untergang spielte sie Hildegard Traudel „Hilde“ Goebbels, die zweite Tochter von Joseph und Magda Goebbels, die von ihren Eltern im Schlaf ermordet wird.
Nach einer langen Pause war sie 2021 in einem Fernsehfilm zu sehen und übernahm anschließend Rollen in verschiedenen Fernsehserien.

## Privatleben
Stoiber verbrachte ihre Kindheit in Boston, USA und wuchs zweisprachig Englisch und Deutsch auf. Von 2015 bis 2017 absolvierte sie eine Schauspielausbildung am American Repertory Theater der Harvard University. Parallel dazu studierte sie von 2014 bis 2017 VWL an der Uni München und schloss mit dem Bachelor ab. 2018 stand sie in New York City beim Off-Broadway-Theaterstück The Chekhov Dreams auf der Bühne.
Stoiber lebt in München.

## Filmografie
- 2004: Der Untergang
- 2021: Servus, Schwiegermutter! (Fernsehfilm)
- 2021: Sex Zimmer Küche Bad (Fernsehserie, 1 Folge)
- 2022: Im Nebel
- 2022: Hubert ohne Staller (Fernsehserie, 1 Folge)
- 2023: Wake Up
- 2024: Einmal richtig (Spielfilm)
- 2025: Der Alte – Bevorzugt behandelt

### Als sie selber
- 2014–2019: Aktenzeichen XY...ungelöst! (Fernsehserie, 2 Folgen)